# Христо Цанев Карлуковски
Христо Цанев Карлуковски (1870 – 1956 г.) е български индустриалец, основател на фабрика „Енергия“ в Бяла Слатина и социалдемократ – деец на БРСДП (Широки социалисти).
Железаро-дърводелската фабрика „Енергия“ е основана през 1919 г. и се е специализирала в производството на резервни части за селскостопански машини. Фабриката е национализирана през 1947 г.
Един от големите му синове, Никола Х. Карлуковски, е кмет на Бяла Слатина от 1933 до 1934 г.